# Andriake
Koordinaten: 36° 14′ N, 29° 57′ O

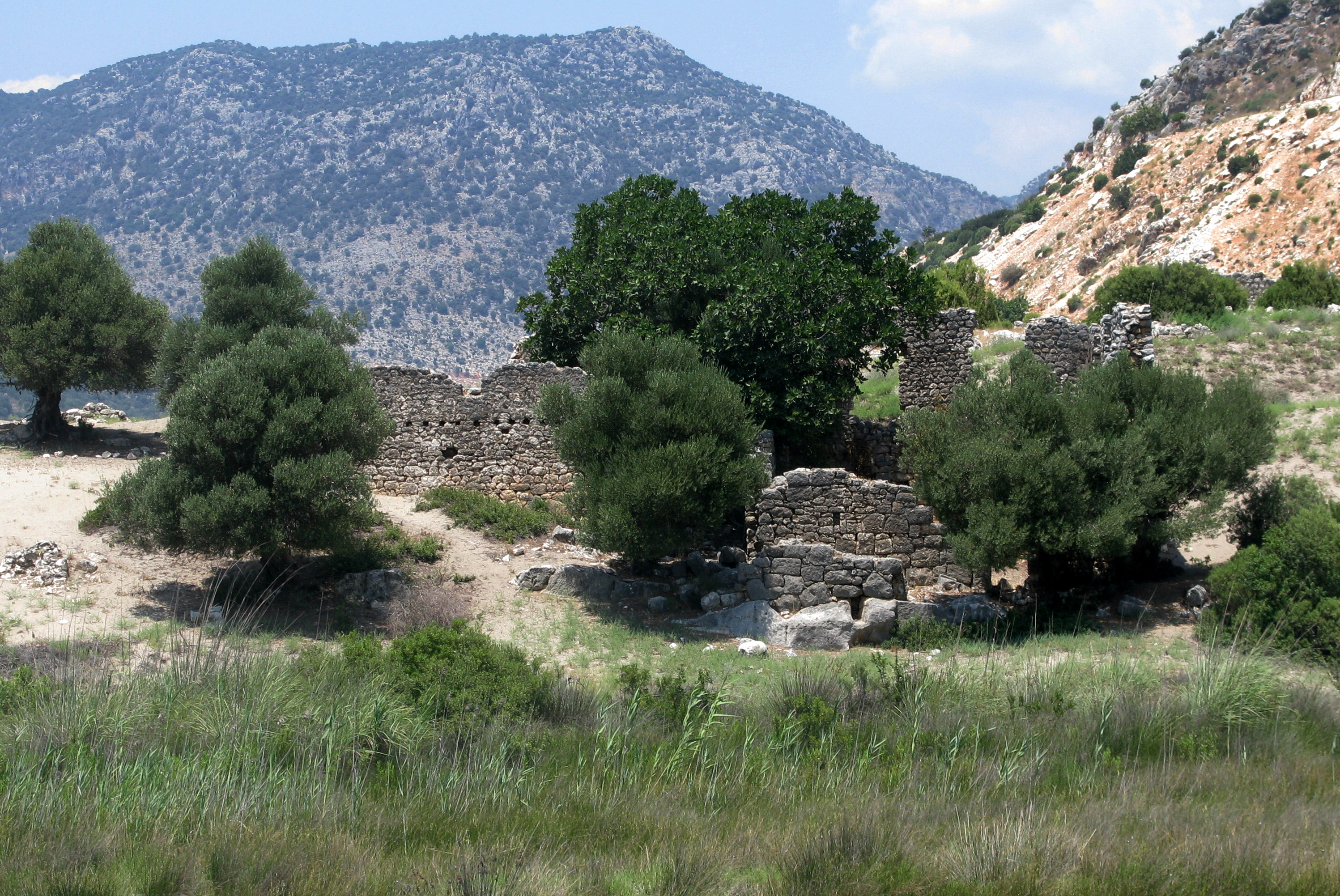
Nördliches Wohngebiet

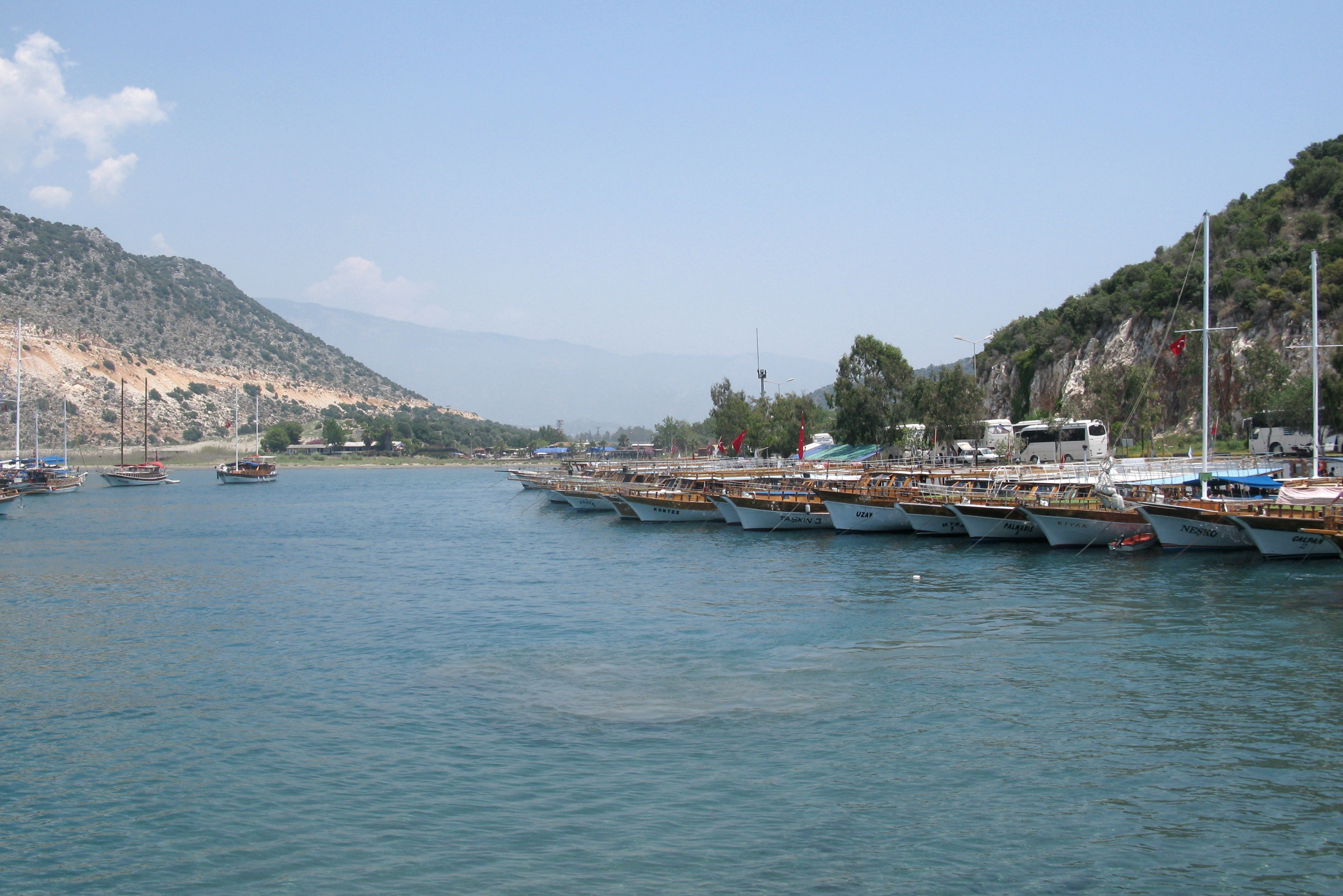
Gulets am Mündungsdelta des Andrakos

Andriake war der Hafen des antiken Myra, fünf Kilometer südwestlich vom heutigen Ort Kale (Demre) in der türkischen Provinz Antalya, an der Flussmündung des Andriakos (Demre Çayı) in Lykien gelegen. Der Hafen ist heute durch die Anschwemmungen des Flusses verlandet bzw. versumpft. Seit 2005 werden in Andriake durch ein Team des Österreichischen Archäologischen Institutes Feldforschungen durchgeführt.
Archäologische Zeugnisse weisen auf eine Gründung des Ortes in frühhellenistischer Zeit hin. Die Niederlassung erstreckte sich damals über zwei Hügel an beiden Seiten der Hafeneinfahrt. Erstmals erwähnt wird der Ort 197 v. Chr., als Antiochos III. Andriake eroberte. Im Zuge der Einnahme des Hafens durch Lentulus Spinther im Jahr 43 v. Chr. wurde eine Kette, die die Hafeneinfahrt sicherte, durchbrochen. Der Apostel Paulus wartete hier im Herbst 59 n. Chr. auf seiner Reise nach Rom auf bessere Winde und wechselte das Schiff (Apostelgeschichte 27, 5-6).
Die Bedeutung Andriakes liegt in seiner Lage an einer der wichtigsten Schifffahrtsrouten. In der römischen Kaiserzeit ist Andriake neben Patara einer der bedeutendsten Häfen für die Getreideflotte aus Ägypten, zuerst für Rom, seit dem 4. Jahrhundert n. Chr. zunehmend für Konstantinopel. In der mittleren Kaiserzeit erfolgte ein massiver Ausbau der Hafeninfrastruktur. Nebst dem Horreum, einem Speicherbau, wurden am Südufer des Hafenbeckens eine große Platzanlage und andere, heute weitgehend zerstörte Bauten errichtet. Eine Wasserleitung sicherte die Wasserversorgung, die bis dahin nur durch Zisternenwirtschaft erfolgte.
Im 6. Jahrhundert erlebte die Hafensiedlung einen weiteren Aufschwung. Man errichtete sechs große Kirchen und zwei Badeanlagen sowie zahlreiche weitere Bauten.
In frühbyzantinischer Zeit wurde – einer massiven Anhäufung von Purpurschneckenschalen zufolge, welche die Platzanlage östlich des Speicherbaus überlagert – in Andriake Purpur produziert.
Die Niederlassung dürfte im Frühmittelalter, wahrscheinlich aufgrund der zunehmenden Verlandung des Hafenbeckens, aufgegeben worden sein. In osmanischer Zeit wurde an der Westspitze des nördlichen Siedlungshügels ein kleines Kastell errichtet.
Sehenswert ist neben den Überresten eines Aquädukts, einer Agora, einiger Zisternen sowie Ruinen von fünf frühbyzantinischen Kirchen besonders das Granarium (Horreum) aus hadrianischer Zeit, eine rund 35 mal 62 Meter große Kornkammer, in der bis zu 6.000 Kubikmeter Getreide gelagert werden konnten. Die in das Ende des 5. oder ins 6. Jahrhundert datierten Kirchen waren dreischiffige Basiliken mit jeweils einer halbrunden Apsis an der Ostwand. Die Eingänge befanden sich in der Westwand, bei vier Kirchen war eine Vorhalle (Narthex) angebaut. In dem von Büschen überwachsenen felsigen Gelände sind Mauerreste der Kirchen bis zu eingeschossiger Höhe erhalten.